# Nguyễn Văn Vượng
Nguyễn Văn Vượng là Trung tướng Công an nhân dân Việt Nam. Ông từng giữ chức vụ Tư lệnh Bộ Tư lệnh Cảnh sát Cơ động (K20).

## Thân thế và sự nghiệp
Ông sinh ra ở vùng quê nghèo nông thôn thuộc huyện Hoa Lư, tỉnh Ninh Bình.
Lúc 17 tuổi, ông nhập ngũ, tham gia kháng chiến chống Mỹ ở các mặt trận Thượng Lào, Thành cổ Quảng Trị và chiến dịch Hồ Chí Minh.
Năm 1974, ông được kết nạp vào Đảng Cộng sản Việt Nam ở mặt trận Quảng Trị.
Sau khi Việt Nam thống nhất năm 1975, ông chuyển công tác sang lực lượng cảnh sát.
Khởi đầu từ một lính cảnh sát bảo vệ, ông phấn đấu và được thăng đến chức Cục trưởng Cục cảnh sát bảo vệ và hỗ trợ tư pháp. Cục này là tiền thân của Bộ tư lệnh Cảnh sát Cơ động ngày nay.
Trong 9 năm ông làm Cục trưởng, cục này luôn hoàn thành xuất sắc nhiệm vụ và được Chính phủ tặng cờ đơn vị thi đua xuất sắc, đồng thời đơn vị được phong tặng danh hiệu Anh hùng lực lượng vũ trang nhân dân.
Năm 2009, ông được bổ nhiệm giữ chức Tư lệnh Bộ Tư lệnh Cảnh sát Cơ động (K20).
Ông nghỉ hưu từ tháng 9 năm 2016.

## Gia đình
Ông đã lập gia đình, có vợ con. Ông có một con gái tên Nguyễn Thanh Huyền, sinh năm 1984. Năm 2012, Thanh Huyền kết hôn với Phan Tuấn Tú (s. 1984), là người dẫn chương trình Đài truyền hình Việt Nam. Sau khi kết hôn Phan Tuấn Tú chuyển công tác sang ngành công an năm 2016, được phong Thiếu tá ở tuổi 32, Phó Ban tuyên giáo Trung ương Đoàn Thanh niên Cộng sản Hồ Chí Minh. Khi vào ngành vào năm 2011, Phan Tuấn Tú mang quân hàm thượng úy, giữ chức Đội trưởng Đội Nghệ thuật tuyên truyền.

## Phong tặng

### Lịch sử thụ phong quân hàm
- Thiếu tướng (2007)[5]
- Trung tướng (2012)

### Danh hiệu
- Huy hiệu 40 năm tuổi Đảng Cộng sản Việt Nam (2014)[6]